# Lisa Leslie
Pour les articles homonymes, voir Leslie.
Lisa Leslie, née le 7 juillet 1972 à Gardena en Californie, est une joueuse américaine de basket-ball évoluant au poste de pivot. Elle est la première joueuse de basket-ball à avoir remporté quatre titres olympiques consécutifs et est considérée comme l'une des meilleures joueuses de l'histoire du Basket-ball féminin. Sa compatriote Teresa Edwards détient également quatre médailles d'or, mais obtenues sur six olympiades. Lisa Leslie est également triple championne du monde. 
Double championne de la Women's National Basketball Association (WNBA) avec les Sparks de Los Angeles, elle détient le plus grand nombre de titre de meilleure joueuse, trois WNBA Most Valuable Player, tout comme ses compatriotes Sheryl Swoopes et A'ja Wilson et l'Australienne Lauren Jackson. Double  meilleure joueuse des Finales WNBA,  elle a remporté trois titres de MVP des WNBA All-Star Game.
En 2015, elle est introduite au Basketball Hall of Fame. En 2022, elle intègre le FIBA Hall of Fame.

## Biographie

### Les débuts
Sa mère, qui mesure 1,91 m, élève seule Lisa et ses deux sœurs Dionne et Tiffany, grâce à son métier de camionneuse. Le père de Lisa les a quittés lors de l'enfance de celle-ci.
Lisa, qui a pour rêve de devenir présentatrice météo, rejoint le lycée (high school) à Inglewood, à Morningside High School. Elle y évolue dans l'équipe de basket-ball, mais pratique d'autres sports comme le volley-ball ou l'athlétisme. Elle devient ainsi championne de l'état en triple saut et saut en hauteur. En basket-ball, elle conduit son équipe à deux titres de l'état. Sa performance la plus remarquable est un score de 101 points lors d'une seule mi-temps. Cela est dû à une tradition de son école qui consiste à donner tous les ballons à une seule et même joueuse lors de la dernière rencontre disputée à domicile. L'objectif est d'atteindre le record des 105 points de Cheryl Miller. À la mi-temps, Leslie totalise 101 points, avec 49 réalisés dans le premier quart temps et 52 dans le second. Mais le retrait de l'équipe adverse à la mi-temps la prive de record.
Elle rejoint ensuite l'équipe des Trojans d'USC de l'Université de Californie du Sud. Durant sa carrière universitaire, elle est nommée All America lors de ses trois dernières saisons. Bien que disputant le tournoi NCAA, elle ne peut franchir le niveau régional. Elle est nommée USA Basketball Player of the Year lors de son année junior, puis Naismith College Player of the Year en 1994 lors de sa dernière année.

### Carrière professionnelle
À la suite de sa carrière universitaire, elle connait une première expérience en tant que professionnelle en évoluant en Italie, dans le club de Sicilgesso.
En 1996, le concept de Women's National Basketball Association (WNBA) est approuvé par la National Basketball Association (NBA). Plus tard, Sheryl Swoopes et Rebecca Lobo sont les premières joueuses à rejoindre cette nouvelle ligue, suivies de peu par Ruthie Bolton, Lisa Leslie, Cynthia Cooper, Michele Timms. la WNBA s'appuie sur leur notoriété pour se développer et pouvoir lancer la saison inaugurale en 1997. 
La répartition des joueuses entre les huit franchises de cette première saison se fait lors de la Draft WNBA 1997. Lors de celle-ci, Lisa Leslie est choisie en septième position par les Sparks de Los Angeles. Bien que finissant deuxième de la Conférence Ouest, les Sparks ne disputent pas les playoffs, ceux-ci étant disputés par les quatre meilleurs bilans de la ligue lors de cette saison inaugurale. Lisa Leslie termine dans le premier cinq de la ligue. Sur le plan statistique, elle occupe la troisième place au niveau des points avec 15,9 points par rencontre, la première au niveau des rebonds, avec 9,5 prises et la deuxième des contres avec 2,1 par rencontre.

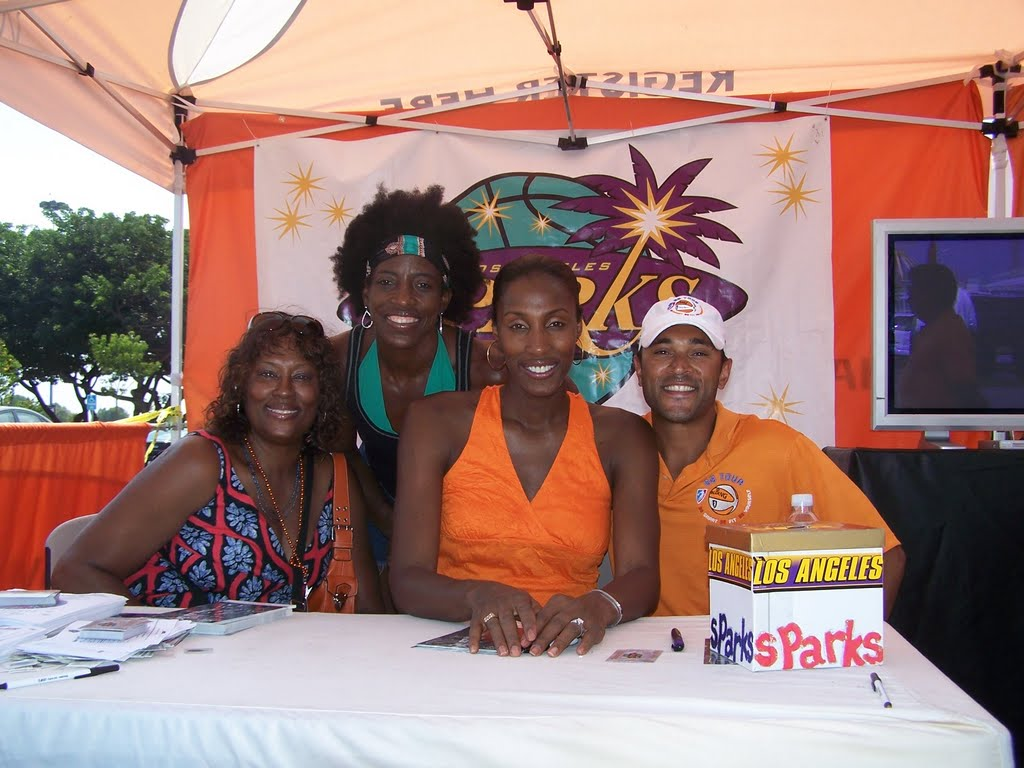
Lisa Leslie en 2006.

La saison suivante, elle termine à ces mêmes places mais en augmentant sa moyenne de points à 19,6 et de rebonds avec 10,2 prises. Lors de cette saison, elle figure dans le second cinq. Sa franchise, avec un bilan de 12 victoires pour 18 défaites, ne se qualifie pas pour la seconde année consécutive pour les playoffs.
Malgré des statistiques en baisse, 16,1 points, 7,8 rebonds et 1,5 contre, elle est nommée de nouveau dans le second cinq de la ligue lors de la saison WNBA 1999. Sa franchise dispute pour la première fois les playoffs. Lors du premier tour, Los Angeles élimine les Monarchs de Sacramento sur le score de 71 à 58 avant d'échouer en demi-finale face au double tenant du titre les Comets de Houston sur le score de 2 victoires à 1 (75-60, 55-83 et 62-72).
En 2000, elle retrouve une place dans le premier cinq de la ligue. Les Los Angeles Sparks terminent la phase régulière avec le meilleur bilan de la ligue, avec 28 victoires pour 4 défaites. Après un premier tour victorieux sur le Mercury de Phoenix, la franchise de Los Angeles échoue de nouveau en demi-finale face à Houston, sur le score de 2 à 0.
Lors de la saison suivante, les Sparks présentent le même bilan à l'issue de la phase régulière, puis battent pour la première fois Houston dans une série de playoff. Au second tour, les Sparks éliminent Sacramento par 2 victoires à 1 avant d'affronter le Sting de Charlotte en finale. Los Angeles l'emporte 75 à 66 lors de la première rencontre disputée à Charlotte avant de confirmer au Staples Center sur le score de 82 à 54. Les statistiques de Leslie en phase régulière, 19,5 points, 9,6 rebonds et 2,3 contres, progressent lors des playoffs avec 22,3 points, 12,3 rebonds et 4,4 contres. Elle est élue MVP de la saison régulière, des finales. Elle est nommée MVP du Women's National Basketball Association All-Star Game, devenant ainsi la première joueuse à obtenir ces trois récompenses lors de la même saison.
Lors de la saison suivante, elle inscrit de nouveau son nom dans l'histoire de la WNBA en devenant la première joueuse à franchir la barre des 3 000 points. Puis, le 30 juillet 2002, elle devient la première joueuse à réaliser un dunk lors d'une rencontre de la ligue. Elle n'est toutefois pas la première basketteuse à réaliser ce geste: la joueuse de West Virginia, Georgeann Wells a réalisé cet exploit en NCAA en décembre 1984. Lors de la phase régulière, terminée sur un bilan de 25 victoires pour 7 défaites, elle termine avec deux statistiques en double chiffre, avec 10,4 rebonds et 16,9 points, ce qu'elle n'avait plus réalisé depuis 1998. Une seule autre joueuse, Chamique Holdsclaw, réalise cette performance durant cette saison. Ces statistiques la placent au deuxième rang des rebondeuses et des contreuses et au cinquième des marqueuses. Lors des playoffs, les Sparks se défont du Storm de Seattle, du Starzz de l'Utah et du Liberty de New York en finales sur le score de deux victoires à zéro. Lors de ces playoffs, Leslie fait à nouveau progresser sa moyenne de points, de contres et de passes décisives. Pour la seconde année consécutive, elle remporte les deux titres de MVP des Finales et du All Star Game. Elle est toutefois dépossédée par Sheryl Swoopes du titre de MVP de la saison régulière. 
Lors de la saison 2003, elle ne dispute que 23 rencontres de la phase régulière en raison de blessures. Les Sparks terminent avec un bilan de 24 victoires pour 10 défaites. Pour la troisième saison consécutive, les Sparks atteignent les finales WNBA, après deux premiers tours remportés par deux victoires à une face au Lynx du Minnesota et aux Monarchs de Sacramento. Les Sparks remportent la première rencontre de la finale face au Shock de Détroit sur le score de 75 à 63 avant de perdre les deux dernières rencontres sur le score de 62 à 61 et 83 à 78. Malgré des statistiques légèrement en hausse par rapport à la saison précédente, elle est devancée par l'Australienne Lauren Jackson.
En 2004, elle réalise son premier triple-double en WNBA lors d'une rencontre contre Detroit avec 29 points, 15 rebonds et 10 contres. Elle est la troisième joueuse à réaliser cette performance après Sheryl Swoopes en 1999 (Points, rebonds, passes décisives) et la Polonaise Małgorzata Dydek en 2001 (points, rebonds et contres). Avec 425 points contre 351, elle devance Lauren Jackson pour le titre de MVP de la phase régulière, récompense qu'elle obtient pour la seconde fois. Elle termine également pour la cinquième fois consécutive dans le meilleur cinq de la ligue et est élue meilleure défenseur de la ligue. Elle occupe le premier rang dans les catégories statistiques du rebond, avec 9,9 prises et du contre, 2,88. Ses 17,6 points la placent en cinquième place des marqueuses. Durant cette même saison, le 29 juillet 2004, elle est devenue la première à franchir la barre des 4 000 points en WNBA.
En 2005, et pour la première fois depuis 1999, les Sparks de Los Angeles ne terminent pas en tête de la Conférence Ouest à l'issue de la phase régulière. La franchise présente un bilan de 17 victoires pour 17 défaites. Lors des playoffs, les Sparks s'inclinent face aux Monarchs de Sacramento en deux manches. Avec des statistiques en baisse, 15,2 points (septième rang), 9,2 rebonds (seconde place) et 2,1 contres (quatrième), elle ne figure que dans le second cinq de la saison. 
À l'issue de cette saison, Leslie se laisse tenter par une seconde expérience européenne et rejoint la Superligue de Russie dans le club du Spartak région de Moscou. Elle contribue, avec 17,5 points et 10,6 rebonds, à la victoire de son club en Eurocoupe .
Avec un bilan de 25-9, les Sparks retrouvent le premier rang de la Conférence Ouest la saison suivante. Lors du premier tour des playoffs, Los Angeles se défait du Storm de Seattle de Lauren Jackson par deux victoires à une (défaite 84 à 72 à Seattle, victoire 78 à 70 puis 68 à 62 au Stapples Center). Lors du tour suivant, Les Monarchs de Sacramento l'emportent 64 à 61 puis 72 à 58. Lisa Leslie, avec 20,0 points, 9,5 rebonds et 1,7 contre remportent son troisième titre de MVP de la saison régulière. Elle est également nommée dans le premier cinq et dans le premier cinq défensif (WNBA All-Defensive First Team). le 25 juin 2006, elle est devenue la première à franchir les 5 000 points lors d’un match contre les Silver Stars de San Antonio, match au cours duquel elle a inscrit 41 points (record personnel) et pris 13 rebonds. Le 13 juin 2006, elle figure dans la All-Decade Team aux côtés de Sue Bird, Tamika Catchings, Cynthia Cooper, Yolanda Griffith, Lauren Jackson, Katie Smith, Dawn Staley, Sheryl Swoopes et Tina Thompson.
Après une année 2007 consacrée à la naissance de son premier enfant, elle retrouve les Sparks lors de la saison 2008. Celles-ci terminent au troisième rang de la conférence Ouest, puis franchissent le premier tour des playoffs grâce à une série victorieuse sur le score de 2 à 1 sur les Seattle Storm. En finale de Conférence, la franchise de Los Angeles échoue face aux Silver Stars de San Antonio en trois manches, 76 à 72 lors de la manche décisive. Pour la seconde année consécutive, Lisa Leslie est nommée dans le premier cinq et le premier cinq défensif de la ligue. Elle est également nommée WNBA Defensive Player of the Year .
le 5 février 2009, Lisa Leslie, qui figure parmi les quatre joueuses qui ont joué la saison inaugurale de WNBA à être toujours en activité, annonce son retrait à l'issue de la saison 2009. Lors de celle-ci, elle inscrit un nouveau record en devenant la première à atteindre 6 000 points le 10 août 2009. Los Angeles se défait de Seattle au premier tour des playoffs par deux victoires à une avant de s'incliner en finale de conférence face à Phoenix en trois manches, 95 à 74 lors de la manche décisive. Pour sa dernière rencontre, Leslie marque 22 points et prend 9 rebonds.
Avec 6 263 points en 363 rencontres de phase régulière, elle quitte la WNBA meilleure marqueuse de l’histoire de cette ligue, soit une moyenne de 17,3 points par rencontre, avec également 3 307 rebonds, meilleur total à son départ de la ligue, pour une moyenne de 9,1. Elle totalise également 52 rencontres de playoff, pour des moyennes de 17,5 points et 9,1 rebonds.
En 2010, les Sparks retirent son numéro, le 9. Elle est la seconde joueuse de la franchise à recevoir cet honneur, après Penny Toler.
Son record de 3 307 rebonds en saison régulière WNBA n'est battu que le 16 septembre 2016 par Tamika Catchings.

### Sélection nationale
Sa carrière en équipe nationale débute en 1989 avec l'équipe junior pour disputer les championnats du monde. Deux ans plus tard, elle conduit son équipe à la victoire aux jeux Universitaires.
Après avoir participé à la préparation de l'équipe américaine pour les Jeux olympiques de 1992 à Barcelone, elle devient un des éléments de l'équipe des États-Unis, marquant 18,4 points et prenant 6,6 rebonds lors des qualifications pour le Championnat du monde 1994. Lors de cette compétition, la sélection américaine termine à la troisième place, battue en demi-finale par le futur vainqueur de la compétition, le Brésil, sur le score de 110 à 107. Les statistiques de Lisa Leslie sur le tournoi sont de 10,5 points et 4,8 rebonds.
La préparation pour les prochains Jeux olympiques de 1996 disputés à Atlanta débute en 1995. Durant celle-ci, la sélection américaine dispute 52 rencontres, toutes victorieuses. L'équipe des États-Unis, composée d'anciennes déjà très titrées comme la double championne olympique Teresa Edwards et de jeunes joueuses, Dawn Staley, Sheryl Swoopes, ou Leslie, enchaîne ensuite par huit victoires lors des jeux. Leslie, qui remporte un premier titre olympique pour sa première participation termine la compétition avec 19,5 points, meilleure marqueuse de son équipe, et 7,3 rebonds. Lors du quart de finale contre le Japon, elle réussit 35 points, la meilleure marque d'une Américaine lors d'une compétition olympique. En demi-finale, elle réussit 22 points, 13 rebonds et 3 passes face à l'Australie qui doit s'incliner sur le score de 93 à 61, avant de réussir 29 points, à 12 sur 14 aux tirs, lors de la finale remportée 111 à 87 face au Brésil,,. 
Leslie retrouve la sélection américaine lors de la préparation pour les Championnats du monde 1998 en Allemagne, ponctuée par un bilan de 12 victoires sur 13 rencontres. Lors du mondial, la sélection remporte ses six rencontres des deux premiers tours, puis élimine la Slovaquie en quart, avant de battre les tenantes du titre les Brésiliennes en demi-finale. En finale, les Américaines battent les Russes sur le score de 72 à 57. Lisa Leslie termine de nouveau meilleure réalisatrice de son équipe avec 17,1 points par rencontre, et ajoute également 8,8 rebonds.
La sélection américaine, qui a pour ambition de conserver son titre olympique lors de Jeux olympiques de 2000 à Sydney effectue de nouveau une longue préparation durant la saison 1999-2000, préparation qui se conclut par un bilan de 38 victoires pour deux défaites. Durant cette préparation, elle participe à 37 rencontres et apporte 15,5 points. La finale, qui oppose les Américaines aux Australiennes, voit la première confrontation en compétition officielle entre Leslie et Lauren Jackson, qui débuta en WNBA l'année suivante. Les Américaines remportent la finale sur le score de 76 à 54, Lisa Leslie marquant 15 points et prenant 9 rebonds.
Les États-Unis continuent de dominer le basket-ball féminin mondial en remportant le Championnat du monde 2002 en Chine, en restant de nouveau invaincu durant la compétition. Les Américaines battent les Australiennes en demi-finale avant d'affronter comme lors de l'édition précédente les Russes. Celles-ci sont battues sur le score de 79 à 74. Lisa Leslie termine à la quatrième place des marqueuses avec 17,2 points et à la troisième des rebondeuses, avec 8,1 prises. Elle est également élue MVP de la compétition.

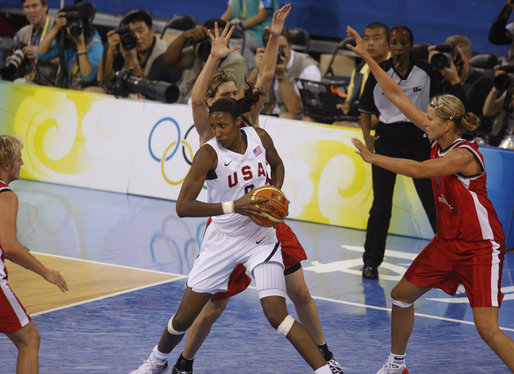
Lisa Leslie aux jeux de Pékin

Durant les Jeux olympiques de 2004 à Athènes, les Américaines remportent leur troisième titre olympique consécutif, le troisième de Staley, Swoopes et Leslie, en battant comme quatre ans auparavant l'Australie de Lauren Jackson. Lisa Leslie devient l'Américaine qui détient le plus grand nombre de points dans des rencontres olympiques, avec 407 points à l'issue de la compétition. Elle détient cette même première place au rebond, 185 et au contre, 25. Durant ce tournoi, elle a marqué 15,6 points et prit 8,0 rebonds, ce qui la place respectivement à la huitième place et la cinquième place de la compétition.
Lisa Leslie décide, peu avant la compétition majeure suivante, le Championnat du monde 2006 disputé au Brésil, de ne pas y participer pour des raisons familiales: son oncle est paralysé à la suite d'un accident de voiture. En demi-finale, la Russie met fin à l'invincibilité américaine en grand championnat, invincibilité qui datait de 1994.
Elle retrouve la sélection pour sa quatrième participation aux Jeux olympiques. Cette sélection a pour objectif de reprendre sa domination sur le basket-ball féminin en remportant un quatrième titre olympique consécutif lors des Jeux de Pékin. Les États-Unis remportent aisément ses six rencontres du premier tour, le plus faible écart étant une victoire de 28 points face à l'Espagne. Après une victoire de 44 points face à la Corée du Sud, Leslie et ses coéquipières prennent leurs revanches sur la Russie sur le score de 67 à 52. L'affiche de la finale est alléchante, les championnes du monde en titre, l'Australie, défiant les tenantes du titre olympique. Mais elle ne tient pas ses promesses : les Américaines surclassent leurs rivales et l'emportent 92 à 65. Lisa Leslie apporte 14 points et 7 rebonds à son équipe. Malgré des statistiques en baisses sur le tournoi, elle termine une nouvelle compétition en double chiffre au niveau des points.
Durant sa carrière olympique, elle dispute 32 rencontres, ne connaissant pas la défaite, et totalise 488 points, soit une moyenne de 15,25 points. En 2016, c'est le plus grand total détenu par une Américaine lors des jeux. Elle occupe cette même première place dans la statistique du rebond, avec 241 prises, soit 7,53 par rencontre, et du contre, avec 36 soit 1,125 par rencontre.

## Carrière

### Université
- 1990-1994 : Université de Californie du Sud

### Europe
- 1994-1995 :  Sicilgesso à Alcamo
- 2005-2006 :  Spartak Moscou

### WNBA
- 1997-2006 : Sparks de Los Angeles
- 2008-2009 : Sparks de Los Angeles

## Palmarès

### Sélection nationale
- Jeux olympiques d'été
  -  Médaille d’or aux Jeux olympiques de 2008 à Pékin
  -  Médaille d’or aux Jeux olympiques de 2004 à Athènes
  -  Médaille d’or aux Jeux olympiques de 2000 à Sydney
  -  Médaille d’or aux Jeux olympiques de 1996 à Atlanta
- Championnat du monde de basket-ball féminin
  -  Médaille d’or au Championnat du monde 2002 en Chine
  -  Médaille d’or au Championnat du monde 1998 en Allemagne
  -  Médaille de bronze au Championnat du monde 1994 en Australie
- autres
  - Médaille d’or aux Goodwill Games 1999
  - Médaille d’or aux jeux Universitaires 1991
  - Médaille d’or U.S. Olympic Cup 1999

### Clubs
- Championne WNBA en 2001 et 2002
- Vainqueur de l'Eurocoupe 2006

### Distinctions personnelles
En 2002, elle est élue dans le premier cinq américain de tous les temps, en compagnie de Dawn Staley, Suzie McConnell, Katrina McClain et La'Keshia Frett. Ce classement a été établi en priorité en fonction des performances en high school, puis des carrières en college et en professionnelle.
- Choisie Naismith College Player of the Year en 1994
- Meilleure joueuse des saisons WNBA 2001, 2004 et 2006[43].
- Sélection USA pour de la rencontre The Game at Radio City en 2004
- MVP du WNBA All-Star Game en 1999, 2001, 2002[43]
- MVP des finales en 2001, 2002[44]
- Meilleure rebondeuse en WNBA en 1997, 1998, 2004[43]
- Meilleure défenseure des saisons 2004 et 2008[45]
- MVP du championnat du monde 2002[37].
- Nommée dans l'équipe du Mondial 2002[37].
- Meilleures joueuses des 10 ans de la WNBA[46],[18]
- Meilleures joueuses des 15 ans de la WNBA[47]
- Sélection des meilleures joueuses des 20 ans de la WNBA[48]
- Élue au Basketball Hall of Fame en 2015[2].
- Meilleur cinq défensif de la WNBA 2006, 2008
- Second cinq défensif de la WNBA 2005, 2009
- Meilleur cinq de la WNBA (1997, 2000, 2001, 2002, 2003, 2004, 2006, 2008[43])
- Second meilleur cinq de la WNBA (1998, 1999, 2005, 2009)
- Intronisée au FIBA Hall of Fame en 2022[3].

## Statistiques
| saison        | Club | Match | Match | Min  | 2pts (%) | 3pts (%) | LF (%) | Rebonds | Rebonds | Rebonds | Pd  | Int | C   | BP   | F    | Points | Points |
| saison        | Club | J     | D     | Min  | 2pts (%) | 3pts (%) | LF (%) | O       | D       | TRB     | Pd  | Int | C   | BP   | F    | T      | Moy.   |
| ------------- | ---- | ----- | ----- | ---- | -------- | -------- | ------ | ------- | ------- | ------- | --- | --- | --- | ---- | ---- | ------ | ------ |
| 1997          | LAS  | 28    | 28    | 32,2 | 43,1 %   | 26,1 %   | 59,8 % | 2,3     | 7,3     | 9,5     | 2,6 | 1,4 | 2,1 | 3,89 | 3,50 | 445    | 15,9   |
| 1998          | LAS  | 28    | 28    | 32,1 | 47,8 %   | 39,1 %   | 76,8 % | 2,8     | 7,4     | 10,2    | 2,5 | 1,5 | 2,1 | 3,64 | 4,30 | 549    | 19,6   |
| 1999          | LAS  | 32    | 32    | 29,1 | 46,8 %   | 42,3 %   | 73,1 % | 2,3     | 5,5     | 7,8     | 1,8 | 1,1 | 1,5 | 2,94 | 4,30 | 500    | 15,6   |
| 2000          | LAS  | 32    | 32    | 32,1 | 45,8 %   | 21,9 %   | 82,4 % | 2,3     | 7,2     | 9,6     | 1,9 | 1,0 | 2,3 | 3,22 | 4,20 | 570    | 17,8   |
| 2001          | LAS  | 31    | 31    | 33,3 | 47,3 %   | 36,7 %   | 73,6 % | 2,8     | 6,8     | 9,6     | 2,4 | 1,1 | 2,3 | 3,16 | 4,30 | 606    | 19,5   |
| 2002          | LAS  | 31    | 31    | 34,2 | 46,6 %   | 32,4 %   | 72,7 % | 2,5     | 7,9     | 10,4    | 2,7 | 1,5 | 2,9 | 3,48 | 4,00 | 523    | 16,9   |
| 2003          | LAS  | 23    | 23    | 34,4 | 44,2 %   | 32,4 %   | 61,7 % | 3,3     | 6,7     | 10,0    | 2,0 | 1,4 | 2,7 | 2,83 | 4,00 | 424    | 18,4   |
| 2004          | LAS  | 34    | 34    | 33,8 | 49,4 %   | 27,3 %   | 71,2 % | 1,8     | 8,1     | 9,9     | 2,6 | 1,5 | 2,9 | 3,24 | 3,80 | 598    | 17,6   |
| 2005          | LAS  | 34    | 34    | 32,2 | 44,0 %   | 20,6 %   | 58,6 % | 2,1     | 5,2     | 7,3     | 2,6 | 2,0 | 2,1 | 2,94 | 3,60 | 517    | 15,2   |
| 2006          | LAS  | 34    | 34    | 30,8 | 51,1 %   | 40,0 %   | 65,0 % | 2,4     | 7,1     | 9,5     | 3,2 | 1,5 | 1,7 | 3,71 | 3,40 | 680    | 20,0   |
| 2008          | LAS  | 33    | 33    | 32,1 | 46,3 %   | 23,5 %   | 66,1 % | 2,5     | 6,3     | 8,9     | 2,4 | 1,5 | 2,9 | 3,61 | 3,50 | 497    | 15,1   |
| 2009          | LAS  | 23    | 21    | 27,7 | 51,8 %   | 16,7 %   | 72,2 % | 2,4     | 4,1     | 6,6     | 2,1 | 0,7 | 1,4 | 2,57 | 3,30 | 354    | 15,4   |
| Carrière      |      | 363   | 361   | 32,0 | 47,0 %   | 31,6 %   | 69,5 % | 2,4     | 6,7     | 9,1     | 2,4 | 1,4 | 2,2 | 3,29 | 3,80 | 6 263  | 17,3   |
| All-Star Game |      | 7     | 4     | 0,0  | 48,1 %   | 22,2 %   | 66,7 % | 2,4     | 4,4     | 6,9     | 0,6 | 0,6 | 1,4 | 1,57 | 2,10 | 102    | 14,6   |

| saison   | Club | Match | Match | Min  | 2pts (%) | 3pts (%) | LF (%) | Rebonds | Rebonds | Rebonds | Pd  | Int | C   | BP   | F    | Points | Points |
| saison   | Club | J     | D     | Min  | 2pts (%) | 3pts (%) | LF (%) | O       | D       | TRB     | Pd  | Int | C   | BP   | F    | T      | Moy.   |
| -------- | ---- | ----- | ----- | ---- | -------- | -------- | ------ | ------- | ------- | ------- | --- | --- | --- | ---- | ---- | ------ | ------ |
| 1999     | LAS  | 4     | 4     | 36,3 | 48,3 %   | 30,8 %   | 77,8 % | 1,5     | 7,0     | 8,5     | 2,8 | 1,0 | 1,5 | 3,50 | 3,00 | 76     | 19,0   |
| 2000     | LAS  | 4     | 4     | 34,8 | 49,1 %   | 00,0 %   | 82,6 % | 2,5     | 7,8     | 10,3    | 2,0 | 0,2 | 1,2 | 3,25 | 3,50 | 75     | 18,8   |
| 2001     | LAS  | 7     | 7     | 37,1 | 49,2 %   | 42,9 %   | 74,0 % | 4,0     | 8,3     | 12,3    | 3,0 | 1,7 | 4,4 | 3,71 | 3,10 | 156    | 22,3   |
| 2002     | LAS  | 6     | 6     | 38,7 | 53,5 %   | 62,5 %   | 73,1 % | 1,7     | 6,2     | 7,8     | 1,8 | 1,8 | 2,8 | 1,33 | 3,70 | 116    | 19,3   |
| 2003     | LAS  | 9     | 9     | 36,3 | 54,0 %   | 33,3 %   | 70,4 % | 2,4     | 6,4     | 8,9     | 2,6 | 1,3 | 3,1 | 2,67 | 4,30 | 187    | 20,8   |
| 2004     | LAS  | 3     | 3     | 36,7 | 45,2 %   | 00,0 %   | 75,0 % | 1,3     | 7,3     | 8,7     | 0,7 | 0,3 | 2,7 | 2,67 | 3,30 | 34     | 11,3   |
| 2005     | LAS  | 2     | 2     | 33,5 | 35,7 %   | 00,0 %   | 61,5 % | 2,0     | 4,5     | 6,5     | 3,5 | 2,5 | 1,5 | 1,00 | 4,00 | 18     | 9,0    |
| 2006     | LAS  | 5     | 5     | 32,6 | 30,8 %   | 33,3 %   | 75,9 % | 2,4     | 4,8     | 7,2     | 1,8 | 0,8 | 1,6 | 3,40 | 4,00 | 63     | 12,6   |
| 2008     | LAS  | 6     | 6     | 32,0 | 51,6 %   | 50,0 %   | 62,5 % | 2,0     | 6,8     | 8,8     | 2,2 | 1,2 | 2,8 | 4,33 | 4,80 | 83     | 13,8   |
| 2009     | LAS  | 6     | 6     | 34,6 | 45,2 %   | 00,0 %   | 61,5 % | 3,2     | 6,0     | 9,2     | 2,0 | 1,3 | 1,5 | 2,17 | 4,30 | 100    | 16,7   |
| Carrière |      | 52    | 52    | 35,4 | 48,2 %   | 39,0 %   | 71,1 % | 2,4     | 6,6     | 9,1     | 2,3 | 1,2 | 2,5 | 2,90 | 3,90 | 908    | 17,5   |

| saison               | Match | Match | 2pts (%) | 3pts (%) | LF (%) | Rebonds | Pd   | Int  | C    | Points | Points |
| saison               | J     | D     | 2pts (%) | 3pts (%) | LF (%) | Rebonds | Pd   | Int  | C    | T      | Moy.   |
| -------------------- | ----- | ----- | -------- | -------- | ------ | ------- | ---- | ---- | ---- | ------ | ------ |
| Mondial 1994         | 8     | 1     | 57 %     | 0 %      | 71 %   | 4,8     | 1,37 | 0,5  | 0,12 |        | 10,5   |
| Jeux olympiques 1996 | 8     | 8     | 65 %     | 0 %      | 64 %   | 7,3     | 2,37 | 1,12 | 0,37 |        | 19,5   |
| Mondial 1998         | 9     | 9     | 52 %     | 0 %      | 74 %   | 8,8     | 1,77 | 1,66 | 0,42 |        | 17,1   |
| Jeux olympiques 2000 | 8     | 8     | 49 %     | 43 %     | 69 %   | 7,9     | 1,37 | 1    | 1,12 |        | 15,8   |
| Mondial 2002         | 9     | 9     | 52 %     | 20 %     | 71 %   | 8,1     | 1    | 2    | 0,42 |        | 17,2   |
| Jeux olympiques 2004 | 8     | 8     | 59 %     | 0 %      | 73 %   | 8,0     | 1,37 | 1,75 | 1,37 |        | 15,6   |
| Jeux olympiques 2008 | 8     | 8     | 58 %     | 0 %      | 42 %   | 7,0     | 0,5  | 1,12 | 1,22 |        | 10,1   |

## Vie privée
Elle est mère de deux enfants, une fille née pendant sa carrière de joueuse et un fils né après.

## Filmographie
- 2012 : Think Like a Man de Tim Story : elle-même
- 2018 : Uncle Drew de Charles Stone III (en): Betty Lou
- 2019 : Ce que veulent les hommes (What Men Want) de Adam Shankman : elle-même